# Georg Seebeck
 Georg Dietrich Seebeck   (* 7. November 1845 in Hammelwarden bei Brake; † 27. Februar 1928 in Bremerhaven) war ein deutscher Unternehmer und Eigentümer der Seebeckwerft.

## Biografie
Seebeck war der Sohn eines Schneidermeisters. Er ging in Brake zur Schule und lernte in Oldenburg das Kupferschmiedehandwerk. Anschließend ging er auf Wanderschaft und war unter anderem bei dem Unternehmen Gebr. Sulzer in Winterthur beschäftigt. 1871 kehrte er zurück und führte bis 1876 die Kupferschmiede und die Reparaturwerkstatt der Witwe Schultz.
1876 gründete Seebeck in Geestemünde eine eigene Kupferschmiede, die unter anderem Rohre, Pumpen, Windmotoren und Torfstreumaschinen herstellte. Er begann ab 1879 auch kleinere Boote aus Eisen zu fertigen. Sein erstes Schiff war die Dampfbarkasse Minna mit der Baunummer 1.1886 erwarb er ein neues Gelände mit einem Eisenbahnanschluss am Querkanal. Dort wurden Barkassen und Schlepper gebaut. Im September 1889 wurde eine eigene Gießerei in Betrieb genommen. Die Werft beschäftigte zwischen 120 und 150 Mann.
1891 übernahm Seebeck den 1853 gegründeten Dock- und Werftbetrieb Schau & Oltmanns. Ältere Hellinge wurden erneuert und neue kamen hinzu. Im September 1891 entstand die Uranus, der erste Fischdampfer und 1892 folgten weitere fünf Fischdampfer. 1894 bestellte Heinrich Hohnholz dort seinen ersten Fischdampfer und mit wenigen Ausnahmen dann alle weiteren Fischdampfer. 1894 erfolgte die Verlängerung des Reichspostdampfers Stettin des Norddeutschen Lloyds. 1895 erwarb Seebeck die beiden auf dem rechten Ufer der Geeste gelegenen Dock- und Werftplätze von der früheren Werft von Ulrichs und Lange. Er baute sie zur Neubauwerft aus. Die Seebeckwerft nutzte vermehrt Baudocks, statt Ablaufbahnen. 1895 wurde das Unternehmen zur G. Seebeck AG, Schiffswerft, Maschinenfabrik und Trockendocks. 1901 übernahm er den Schiffbaubetrieb F. W. Wencke. Größere Fracht- und Passagierdampfer bis zu 3000 BRT entstanden.
Um 1904 plante Seebeck eine neue Werft und von 1906 bis 1910 wurde diese Werft im Fischereihafen von Bremerhaven gebaut.
Die Villa Seebeck in Bremerhaven-Mitte, Deichstraße 15, entstand 1908 nach Plänen von Johann Allers. Sie  steht unter Denkmalschutz.
1920 stiftete Seebeck 250.000 Mark für wohltätige Zwecke und wurde mit der Ehrenbürgerwürde ausgezeichnet. 1921 zog er sich aus dem Vorstand zurück und verblieb im Aufsichtsrat der Werft. Diese hatte rund 2200 Mitarbeiter. Zu seinen Lebenszeiten wurden 468 Schiffe auf seinen Werften gebaut. 1928 – nach seinem Tod – wurde die Seebeckwerft als AG Weser, Werk Seebeck Teil des Deschimag-Konzerns. Einige Betriebsanlagen wurden von der Tecklenborg-Werft in Bremerhaven übernommen.
Seebeck wurde in Brake beigesetzt.

## Ehrungen
- Die Georg-Seebeck-Straße in Bremerhaven-Geestemünde wurde 1920 nach ihm benannt.
- Seebeck wurde 1920 Ehrenbürger von Geestemünde und ist Ehrenbürger von Bremerhaven.